# Kościół Świętych Apostołów Piotra i Pawła w Wodyniach
Kościół Świętych Apostołów Piotra i Pawła w Wodyniach – rzymskokatolicki kościół parafialny należący do dekanatu Domanice diecezji siedleckiej.
Świątynia została wzniesiona w 1776 roku z drewna i ufundowana przez Anielę Załuską. W 1777 roku kościół został konsekrowany przez biskupa kijowskiego, Franciszka Ossolińskiego. W latach dwudziestych XX wieku, zostało otynkowane wnętrze. W latach 70.-80. XX wieku świątynia przeszła gruntowny remont.
Jest to budowla nieorientowana o jednej nawie, posiadająca konstrukcję zrębową, wzmocniona lisicami i pionowo oszalowana. Składa się z mniejszego prezbiterium od nawy, częściowo wyodrębnionego od zewnętrznie od nawy, zamkniętego prostokątnie z dwoma bocznymi, piętrowymi zakrystiami. Od frontu nawy znajduje się kruchta, posiadająca równą szerokość jak nawa. W elewacji frontowej nad wejściem znajduje się wnęka z krzyżem z XVI stulecia. Dach kościoła jest jednokalenicowy, pokryty gontem, tworzy nad prezbiterium szeroki okap. Nad wejściem jest umieszczony mały gontowy daszek. Na kalenicy jest umieszczona wieżyczka na sygnaturkę, wzniesiona na planie ośmiokąta i zwieńczona blaszanym hełmem z latarnią. Wnętrze świątyni jest obite boazerią. Budowla posiada płaskie stropy z fasetą. Chór muzyczny, posiada organy z 1972 roku wykonane przez Mariana Nawrotaz Wronek. Ołtarz główny i dwa boczne, reprezentują styl barokowy i pochodzą z 2 połowy XVIII wieku. Krzyż późnogotycki pochodzi z XVIII wieku.